# Georg Haeselich

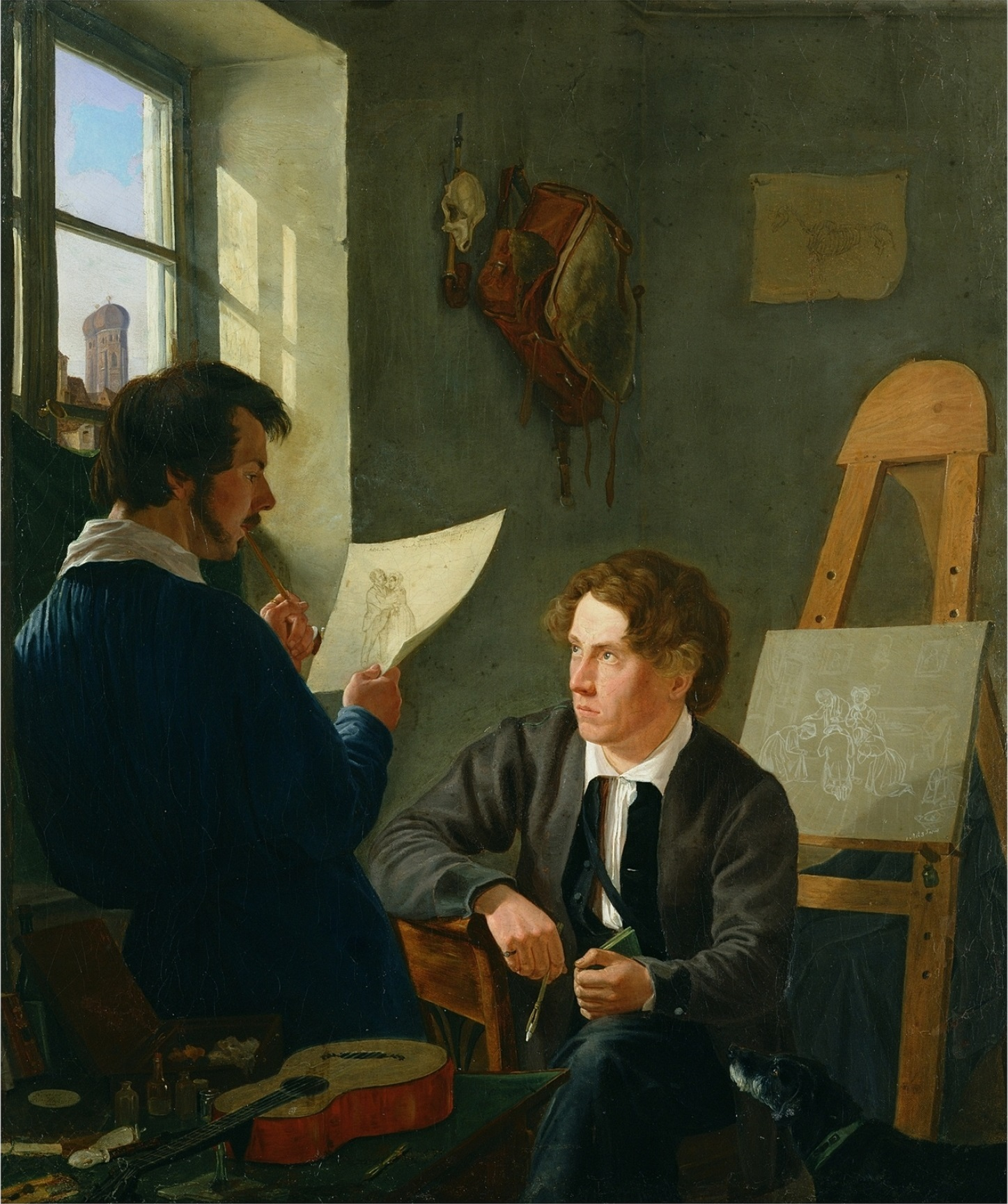
Hermann Kauffmann und Georg Haeselich (sitzend) in Kauffmanns Atelier in München (1830)

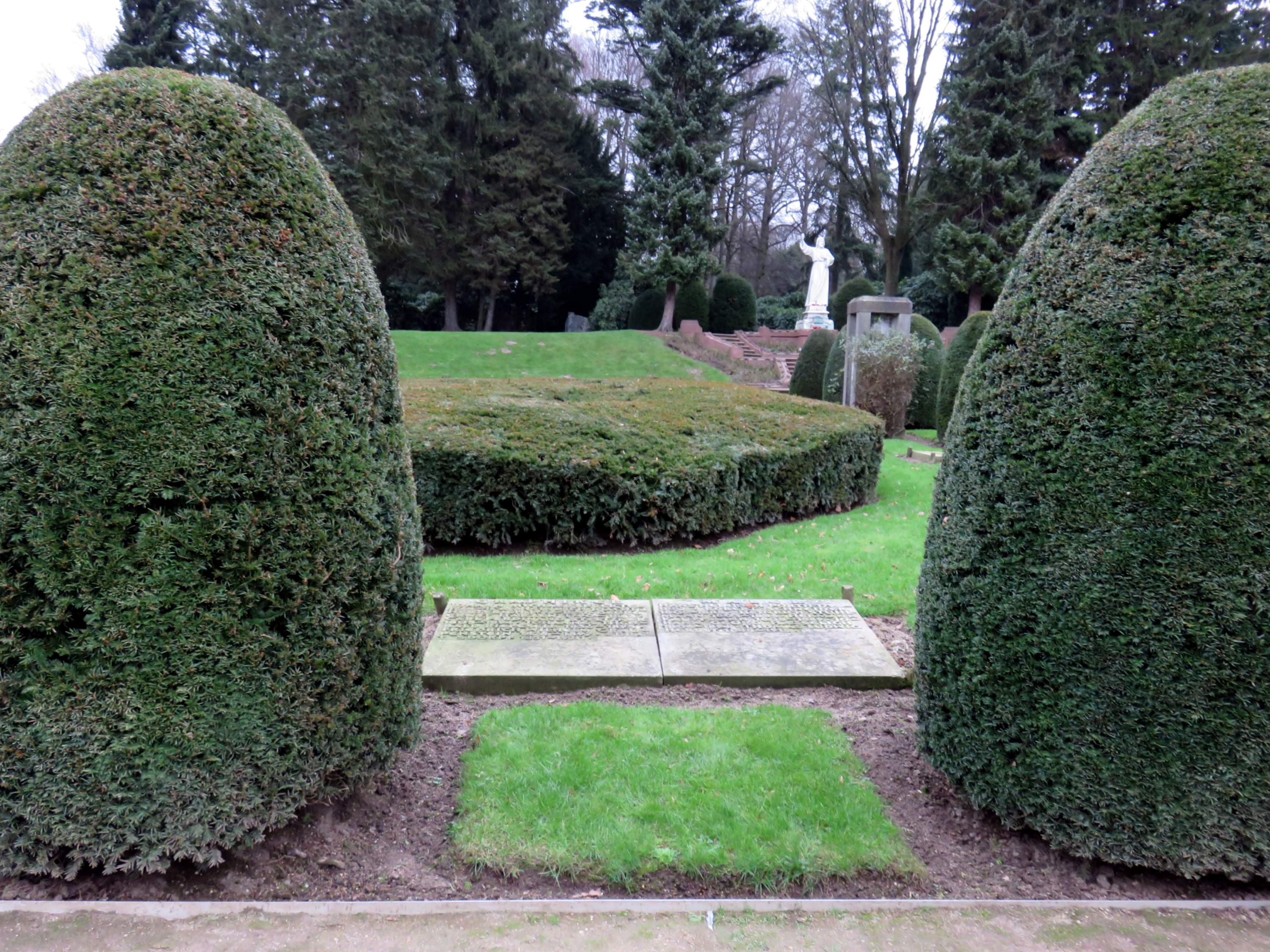
Grabmalplatten der Graphiker und Maler auf dem Althamburgischen Gedächtnisfriedhof des Ohlsdorfer Friedhofs

Georg Haeselich, auch Johann Georg Haeselich oder Haselick (* 30. August 1806  in Hamburg; † 6. Dezember 1894 ebenda), war ein deutscher Maler der Hamburger Schule, Amtsmaler und Lithograph, der 1842 von dem Großen Brand betroffen war, Genrebilder schuf und sich als Marinemaler betätigte.

## Ausbildung
Während seiner Ausbildung bei Gerdt Hardorff d.Ä übte er sich gemeinsam mit Hermann Kauffmann in Naturstudien, um anschließend seine Studien an den Akademien in Berlin und Dresden fortzusetzen. 1828 ging er nach München und schrieb sich als Student der Genre-Malerey an der Akademie der Bildenden Künste München ein. In München, wo er bis 1836 blieb, wurde er Mitglied der Hamburger Künstlerkolonie. Auf Reisen ins bayerische Hochgebirge sowie nach Tirol und Innsbruck fand er Motiver seiner später bekannten Bilder. Nach seiner Rückkehr in seine Heimatstadt widmete er sich den Landschaften um Hamburg, insbesondere in Holstein.
Er war Mitglied des Hamburger Künstlervereins von 1832 und ist im Künstler-Vereinsbild von Günther Gensler 1840 mit weiteren Hamburger Künstlern verewigt.
Für das Jahr 1847 ist er in Hamburg als Haeselich, Georg, Maler, St. Georg, Alstertwiete no 11 nachgewiesen.
Auf dem Ohlsdorfer Friedhof, im Bereich des Althamburgischen Gedächtnisfriedhofs, nahe dem Haupteingang des Friedhofs wird auf dem Doppel-Sammelgrabmal der Graphiker und Maler unter anderen an Georg Haeselich erinnert, dessen Name auf der rechten Maler-Grabplatte steht.

## Werke
- 1841: Gut Grabau
- 1845: In der Heide, Ölgemälde 31 × 37 cm, Hamburger Kunsthalle, Inv. Nr. 3191[6]
- 1847: Holsteinischer See, Mondschein[7]
- um 1850: Weites Alpental in Ölgemälde (41,5 × 58 cm und unten links signiert)[8]
- 1853: Bauernhof am See (41 × 58,5 cm und rechts unten signiert)
- Am Alsterlauf ausgeführt als Ölgemälde (42 × 43 cm)
- Holsteinische Landschaft (40,5 × 57,5 cm und signiert.)[9]

## Auktionen
- 1926: Pferd. Blei (15 cm × 17 cm) von 1830, Aufruf durch Rudolph Lepke's Kunst-Auctions-Haus in Berlin am 16. November 1926
- 1926: Zaunstudie. Feder, von 1829, zusammen 4 Blätter, Aufruf durch Rudolph Lepke's Kunst-Auctions-Haus in Berlin am 16. November 1926[10]

## Ausstellungen
- 1909: Ausstellung des Hamburger Künstlervereins mit seinen Werken[11]
- 2019: Hamburger Schule – Das 19. Jahrhundert neu entdeckt (12. April bis 14. Juli), Hamburger Kunsthalle